# Мері Сюрратт
Мері Елізабет Дженкінс Суррат (англ. Mary Elizabeth Jenkins Surratt) — володіла американським пансіоном у Вашингтоні, округ Колумбія. ЇЇ було засуджено за участь у змові, яка призвела до вбивства президента США Авраама Лінкольна в 1865 році. Засуджена до страти, вона була повішена і стала першою жінкою, страченою федеральним урядом США . Вона стверджувала свою невинуватість до самої смерті, і справа проти неї була і залишається суперечливою. Сурратт була матір'ю Джона Сурратта, якого пізніше судили, але через термін давності він не був засуджений.

## Раннє життя
Мері Елізабет Дженкінс (ім'я при хрещенні, Марія Євгенія) народилася в сім'ї Арчібальда та Елізабет Енн (уроджена Вебстер) Дженкінс на тютюновій плантації поблизу міста Ватерлоо на півдні Меріленду (тепер відомий як Клінтон). Джерела розходяться щодо того, чи вона народилася в 1820 чи 1823. Існує також невизначеність щодо місяця, але більшість джерел говорять про травень.
У Дженкінс було два брати: Джон Дженкінс, який народився в 1822 році, та Джеймс Дженкінс, який народився в 1825 році. Її батько помер восени 1825 року, коли Мері було два чи п'ять років, мати Мері успадкувала їхню власність (спочатку частину маєтку Його Світлості).
Незважаючи на те, що її батько був неденомінаційним протестантом, а мати — єпископалісткою, Сурратт була зарахована до приватної римо-католицької школи-інтернату для дівчат, Академії молодих леді в Александрії, штат Вірджинія, 25 листопада 1835 року. Тітка Мері по материнській лінії, Сара Летам Вебстер, була католичкою, що, можливо, вплинуло на те, куди її віддали до школи. За два роки Марія прийняла римо-католицизм і прийняла ім'я при хрещенні Марія Євгенія. Вона пробула в Академії для молодих леді протягом чотирьох років, залишивши її в 1839 році, коли школа закрилася. До кінця життя вона залишалася вірною католичкою.

## Подружнє життя
Мері Дженкінс познайомилася з Джоном Гаррісоном Сурраттом у 1839 році, коли їй було 16 або 19 років, а йому 26. Його родина оселилася в Меріленді наприкінці 1600-х років. Будучи сиротою, він був усиновлений Річардом і Сарою Ніл із Вашингтона, округ Колумбія, заможною парою, яка володіла фермою. Нілі розділили свою ферму між своїми дітьми, і Сурратт успадкував її частину. Його походження було описане істориком Кейт Кліффорд Ларсон як «сумнівне», і він народив принаймні одну позашлюбну дитину. Вони одружилися в серпні 1840 року. Джон прийняв римо-католицтво перед одруженням, і пара, можливо, одружилася в католицькій церкві у Вашингтоні, округ Колумбія . Джон придбав млин в Оксон-Гілл, Меріленд, і пара переїхала туди. Протягом наступних кількох років у Сурраттів народилося троє дітей: Ісаак (нар. 2 червня 1841 року), Елізабет Сусанна (на прізвисько «Енн», нар. 1 січня 1843 року) та Джон молодший (нар. квітень 1844 року).
У 1843 році Джон Серрат купив у свого прийомного батька землі, які пролягали між округом Колумбія та Мерілендом, ділянка під назвою «Фоксхолл» (приблизно територія між Вілер-роуд і Оуенс-роуд сьогодні). Річард Ніл помер у вересні 1843 року, а через місяць Джон придбав землі, які сягають до Фоксхолла. Джон і Мері Сурратт і їхні діти повернулися до будинку дитинства Джона в окрузі Колумбія в 1845 році, щоб допомогти матері Джона керувати фермою Ніла. Але Сара Ніл захворіла і померла в серпні 1845 року, незадовго до смерті передавши решту ферми Ніл Джону. Мері Суррат взяла участь у зборі коштів для будівництва церкви Св. Ігнатія в Оксон-Хілл (вона була побудована в 1850 році), але Джон був дедалі незадоволений релігійною діяльністю своєї дружини. Протягом наступних кількох років його поведінка погіршилася. Джон багато пив, часто не міг платити за боргами, і його характер був дедалі непостійним і агресивним.
У 1851 році фермерський будинок Ніла згорів дотла (підпалив підозрювався раб, що втік із родини). Джон знайшов роботу на Оранській та Олександрійській залізниці. Мері переїхала зі своїми дітьми в будинок свого двоюрідного брата Томаса Дженкінса в сусідньому Клінтоні. За рік Джон купив 200 акрів (81 га) сільськогосподарських угідь поблизу теперішнього Клінтона, і до 1853 року він побудував там таверну та заїжджий двір. Спочатку Мері відмовлялася переселяти себе та дітей у нове помешкання. Вона оселилася на старій фермі Ніла, але Джон продав і ферму Ніла, і Фоксхолл у травні 1853 року, щоб сплатити борги, і вона була змушена повернутися до нього в грудні.
На гроші, виручені від таверни та продажу іншого майна, 6 грудня 1853 року Джон Сурратт купив таунхаус на 541 H Street у Вашингтоні, округ Колумбія, і почала здавати його в оренду орендарям. У 1854 році Джон побудував готель як додаток до своєї таверни і назвав його Готелем Сурратта.

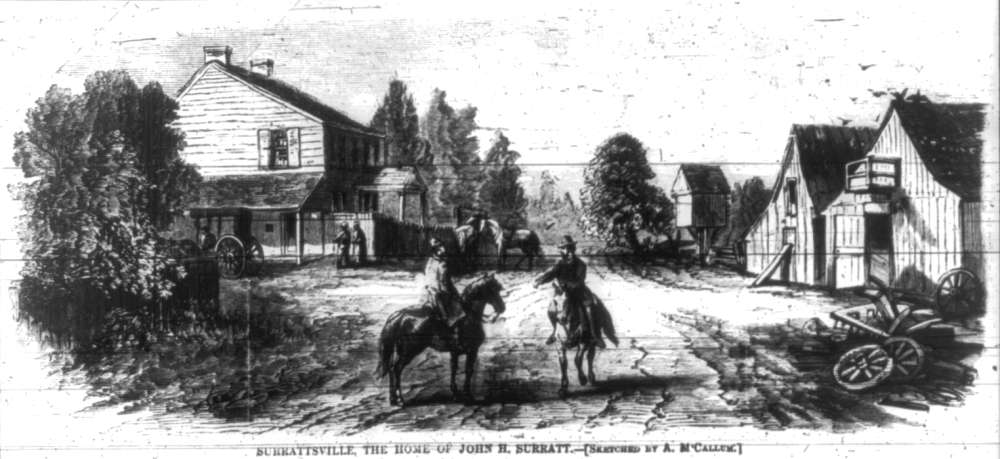
Деревографія із зображенням Сурратсвіля та будинку Сурраттів, надрукована в 1867 році в Harper's Weekly.

Він розширив володіння своєї родини, продавши землю, сплативши борги та розпочавши новий бізнес. Протягом наступних кількох років Сурратт придбала або побудувала каретний будинок, кукурудзяні ясла, загальний магазин, кузню, зерносховище, млин, стайню, сушильню тютюну та колісну майстерню . У родини було достатньо грошей, щоб відправити всіх трьох дітей до сусідніх римо-католицьких шкіл-інтернатів. Ісаак і Джон-молодший відвідували школу в маєтку Св. Томаса, а Енн вступила до Академії для молодих леді (альма-матер Мері). Однак борги сім'ї продовжували зростати, а алкоголь Джона-старшого погіршився. Джон продав ще 120 акрів (49 га) землі 1856 р. для сплати боргів. До 1857 року Сурратт продав усі, крім 600 акрів (240 га) колишніх великих володінь родини (які становили приблизно половину 1 200 акрів (4,9 км2) , яким він спочатку володів). Більшість рабів родини також були продані, щоб сплатити борги. Проте його алкоголізм загострився. У 1858 році Мері написала листа своєму місцевому священику, в якому повідомила йому, що Суррат п'яний щодня. У 1860 році школу St. Thomas Manor School закрили, і Ісаак знайшов роботу в Балтіморі, штат Меріленд . Суратти продали ще 100 акрів (40 га) землі, що дозволило Енн залишитися в Академії для молодих леді, а Джону молодшому — вступити до коледжу Св. Чарльза, штат Меріленд (католицька семінарія та школа-інтернат в Еллікоттс-Міллз). Того ж року подружжя також позичило гроші під свій таунхаус у Вашингтоні, округ Колумбія, і в якийсь момент використало це майно як заставу для позики в 1000 доларів.

## Змова
Луї Дж. Вейхман переїхав до пансіону Сурратта 1 листопада 1864 року . 23 грудня 1864 року доктор Семюел Мадд познайомив Джона Серрета молодшого з Джоном Вілксом Бутом . Бут залучив Джона молодшого до своєї змови з метою викрадення Лінкольна. Агенти Конфедерації почали часто відвідувати пансіон. Протягом наступних кількох місяців Бут відвідував пансіон багато разів, іноді на прохання Мері.
Джордж Атцеродт і Льюїс Пауелл на деякий час проживали в таунхаусі. Атцеродт, друг Джона-молодшого та Бута та співучасник змови з метою викрадення Лінкольна, кілька разів відвідував пансіон протягом перших двох місяців 1865 року . Він зупинився в пансіоні Сурратта в лютому 1865 року (одну або кілька ночей, джерела відрізняються), але він виявився завзятим алкоголем, і Сурратт виселив його лише через кілька днів.
Однак після цього він продовжував часто відвідувати таунхаус. Пауелл видавав себе баптистським проповідником і залишився в пансіоні на три дні в березні 1865 року. Девід Герольд також кілька разів заходив додому.
У рамках змови щодо викрадення Лінкольна в березні 1865 року Джон, Ацеродт і Герольд сховали два карабіни Спенсера, боєприпаси та деякі інші припаси в таверні Сурратт у Сурратсвіллі. 11 квітня Мері Сурратт найняла карету і поїхала в таверну Сурратт. Вона сказала, що їздила, щоб стягнути борг колишнього сусіда. Однак, за словами її орендаря Джона Ллойда, Сурратт сказав йому підготувати «стріляючі заліза», щоб їх забрали. 14 квітня Сурратт сказала, що ще раз відвідає сімейну таверну в Сурраттсвіллі, щоб стягнути борг. Незадовго до того, як вона покинула місто, Бут відвідав пансіон і поговорив з нею наодинці. Він дав їй пакунок, у якому пізніше було виявлено бінокль, щоб Ллойд забрав його пізніше того вечора. Сурратт так і зробив і, за словами Ллойда, знову сказав Ллойду підготувати «стрілялки» до забору та передав йому загорнутий пакет від Бута.
План Бута полягав у тому, щоб убити Лінкольна і змусити Ацеродта вбити віце-президента Ендрю Джонсона, а Пауелл — держсекретаря Вільяма Г. Сьюарда . Бут убив Лінкольна, Ацеродт не намагався вбивати Джонсона, а Пауелл кілька разів ударив Сьюарда ножем, але не зміг його вбити. Коли вони тікали з міста після вбивства Лінкольна, Бут і Герольд забрали рушниці та біноклі з таверни Сурратта. Ллойд полагодив зламану пружину на фургоні Сурратта перед тим, як вони поїхали.

## Арешт і ув'язнення
Близько другої години ночі 15 квітня 1865 року співробітники поліції округу Колумбія відвідали пансіон Сурратт, шукаючи Джона Вілкса Бута та Джона Сурратта. Чому поліція приїхала до будинку, не зовсім було зрозуміло. Більшість істориків приходять до висновку, що друг Вайхмана, співробітник військового міністерства Деніел Глісон, попередив федеральну владу про діяльність Конфедерації, зосереджену в будинку Сурратта, але це не пояснює, чому там з'явилася поліція, а не федеральні агенти. (Однак історик Рой Чамлі каже, що є докази того, що Глісон кілька днів не розповідав поліції про свої підозри щодо Вайхмана.) Протягом 45 хвилин після нападу на Лінкольна ім'я Джона Суррета стали асоціювати з нападом на держсекретаря Вільяма Х. Сьюарда . Поліція, а також канцелярія маршала мали досьє на Джона Серрета молодшого й знали, що він був близьким другом Бута. (Цілком можливо, що або Джеймс Л. Меддокс, наглядач за нерухомістю в театрі Форда та друг Бута, або актор Джон Метьюз, обидва з яких могли знати про змову з метою нападу на урядовців, згадали ім'я Сурратта.) Історик Отто Айзеншімль стверджував, що спроба Девіда Герольда вкрасти коня у Джона Флетчера, можливо, привела їх до пансіону Сурратт, але принаймні один інший вчений назвав цей зв'язок невизначеним. Інші джерела стверджують, що очевидці впізнали Бута як нападника на Лінкольна, і детективи мали інформацію (підказка від неназваного актора та бармена), яка пов'язувала Джона-молодшого з Бутом. Мері збрехала детективам, що її син був у Канаді два тижні. Вона також не розповіла, що доставила пакунок до таверни від імені Бута лише кілька годин тому.
Після арешту її утримували в прибудові в'язниці Старого Капітолію, а 30 квітня її перевели до Вашингтонського Арсеналу . Двоє озброєних охоронців стояли перед дверима її камери. Від самого початку її ув'язнення до самої смерті. Її камера, хоч і була більшою за інші, була небагато мебльована, з солом'яним матрацом, столом, умивальником, стільцем і відром. Їжу подавали чотири рази на день, завжди з хліба; посолити свинину, яловичину або яловичий суп; і кава або вода. Голови інших заарештованих змовників були закриті в м'який полотняний мішок, щоб запобігти спробі самогубства. Джерела не погоджуються з тим, чи був Сурратт також змушений носити його. Хоча інші носили залізні кайдани на ногах і щиколотках, вона не була закута. (Чутки про протилежне підняли репортери на суді, які не могли її бачити або «чули» брязкіт ланцюгів навколо її ніг. Чутки неодноразово досліджувалися та спростовувалися.) Під час перебування під вартою у неї почалася менструальна кровотеча, і вона ослабла. Їй дали крісло-качалку і дозволили відвідувати доньку Анну. Вона та Пауелл отримали найбільшу увагу преси. Північна преса також критикувала її, стверджуючи, що у неї «злочинне обличчя» через маленький рот і темні очі.
Джон Сурратт-молодший перебував в Ельмірі під час вбивства, передаючи послання від імені генерала Конфедерації. Дізнавшись про смерть Лінкольна, він втік до Монреаля, Квебек, Канада.

## Виконання наказу
Будівництво шибениці для повішення засуджених до смертної кари змовників розпочалося одразу 5 липня після підписання наказу про розстріл. Він був споруджений у південній частині двору Арсеналу, мав висоту близько 4 м заввишки і близько 2 м квадратних за розміром. Рат, який керував підготовкою до розстрілів, створив петлі. Втомившись робити петлі та думаючи, що уряд ніколи не повісить жінку, він зробив петлю Сурратту в ніч перед стратою з п'ятьма петлями, а не з сімома, як правило. Тієї ночі він випробував петлі, прив'язавши їх до гілля дерева та мішка з дробом, а потім кинув мішок на землю (мотузки витримали). Цивільні робітники не хотіли розкопувати могили через забобонний страх, тому Рат попросив волонтерів серед солдатів Арсеналу й отримав більше допомоги, ніж йому було потрібно.

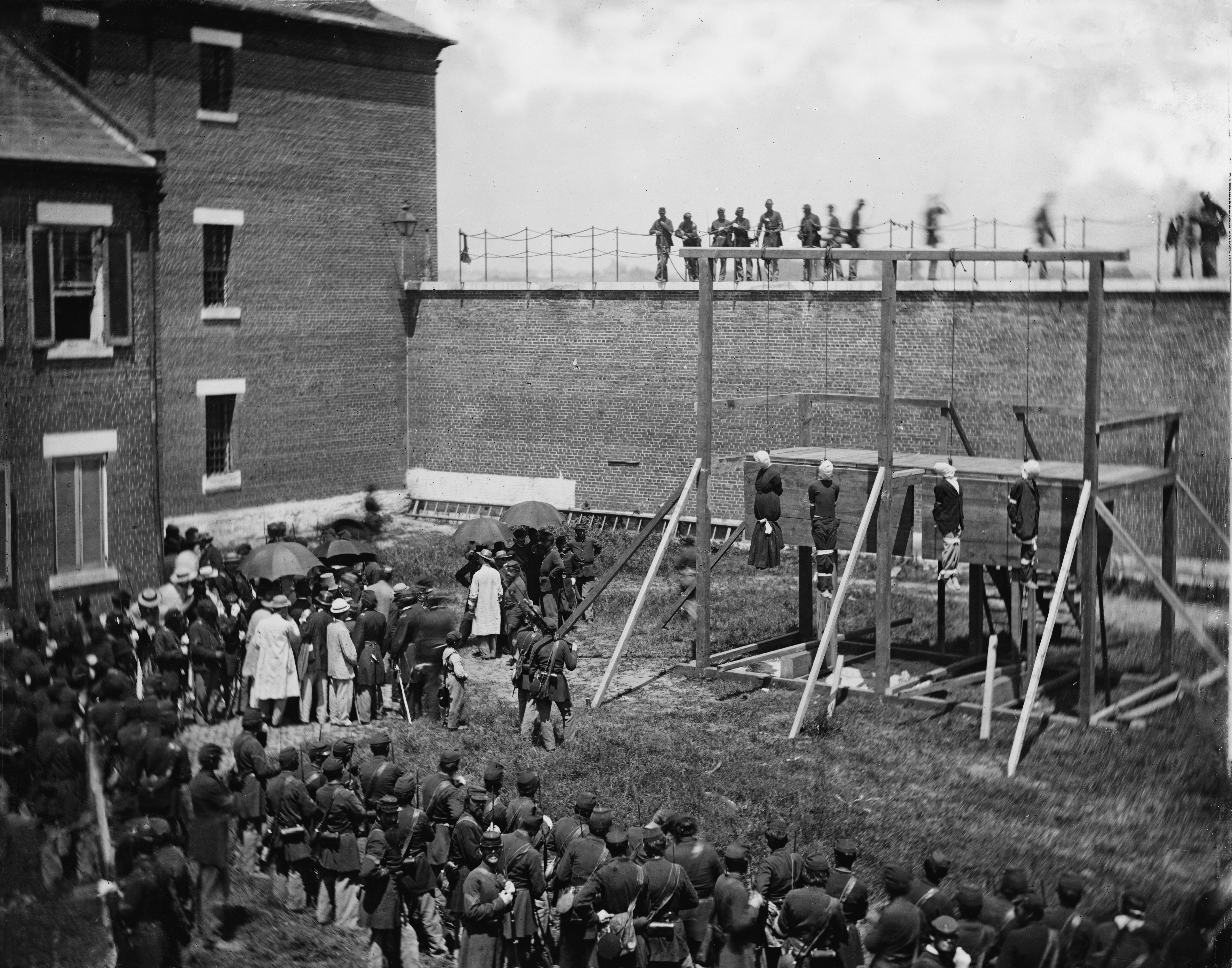
Наслідки страти Мері Серратт, Льюїса Пауелла, Девіда Герольда та Джорджа Ацеродта 7 липня 1865 року.

7 липня 1865 року о 13:15 процесія на чолі з генералом Гартранфтом супроводжувала чотирьох засуджених ув'язнених через двір і сходами до шибениці. Щиколотки та зап'ястки кожного в'язня були зв'язані кайданами. Суррат лідирував, одягнений у чорну сукню бомбазин, чорний капелюшок і чорну вуаль. За подією спостерігали понад 1000 осіб, у тому числі урядовці, військовослужбовці збройних сил США, друзі та родина обвинувачених, офіційні свідки та репортери. Генерал Генкок обмежив відвідування лише тими, хто мав квиток, і лише тим, хто мав поважну причину бути присутнім, дістався квиток. (Більшість присутніх складали військові офіцери та солдати, оскільки було надруковано менше 200 квитків.)
Олександр Гарднер, який сфотографував тіло Бута та зробив портрети кількох чоловіків-змовників, коли вони були ув'язнені на кораблях, сфотографував страту для уряду. Хартранфт зачитав наказ про їх виконання. Сурратт, чи то слабка через хворобу, чи то непритомна від страху (можливо, і те й інше), довелося підтримувати двох солдатів і її священиків. Засуджені сиділи в кріслах, Суррат ледь не впала на її крісла. Вона сиділа праворуч від інших, традиційне «почесне місце» під час страти. Білою тканиною прив'язували їхні руки до боків, щиколотки та стегна разом. Тканини навколо ніг Сурратт були зав'язані навколо її сукні нижче колін. Кожній особі прислуговував представник духовенства. З ешафоту Пауелл сказав: «Місіс. Суррат невинний. Вона не заслуговує на те, щоб померти разом з нами». Отці Яків і Вігет молилися над нею і підносили до її вуст розп'яття. Від моменту виходу в'язнів на подвір'я до моменту, коли вони були готові до страти, минуло близько 16 хвилин.
На голову кожного в'язня після того, як натягнули петлю, надягали білий мішок. Офіцер Секретної служби США зняв з Сурратт капот і одягнув петлю на її шию. Вона поскаржилася, що її руки болять, і офіцер, який готувався, сказав: «Ну, боліти недовго». Нарешті в'язнів попросили встати й підійти на кілька футів до петлі. Стільці прибрали. Її останні слова, сказані охоронцеві, коли він просував її вперед до спуску, були: «Будь ласка, не дайте мені впасти».
Суррат та інші стояли на падінні близько 10 секунд, а потім капітан Рат плеснув у долоні. Четверо солдатів роти F 14-го ветеранського резерву вибили опори, що тримали краплі, і засуджені впали. Сурратт, яка просунулася вперед настільки, що ледве ступила на краплю, похитнулась уперед і частково сповзла вниз, її тіло міцно схопилося за кінець мотузки, розгойдуючись вперед-назад. Здавалося, вона померла відносно швидко з невеликою боротьбою. Живіт Атцеродта один раз здійнявся, а ноги затремтіли; тоді він був нерухомий. Герольд і Пауелл боролися майже п'ять хвилин, задушивши до смерті.

## Поховання

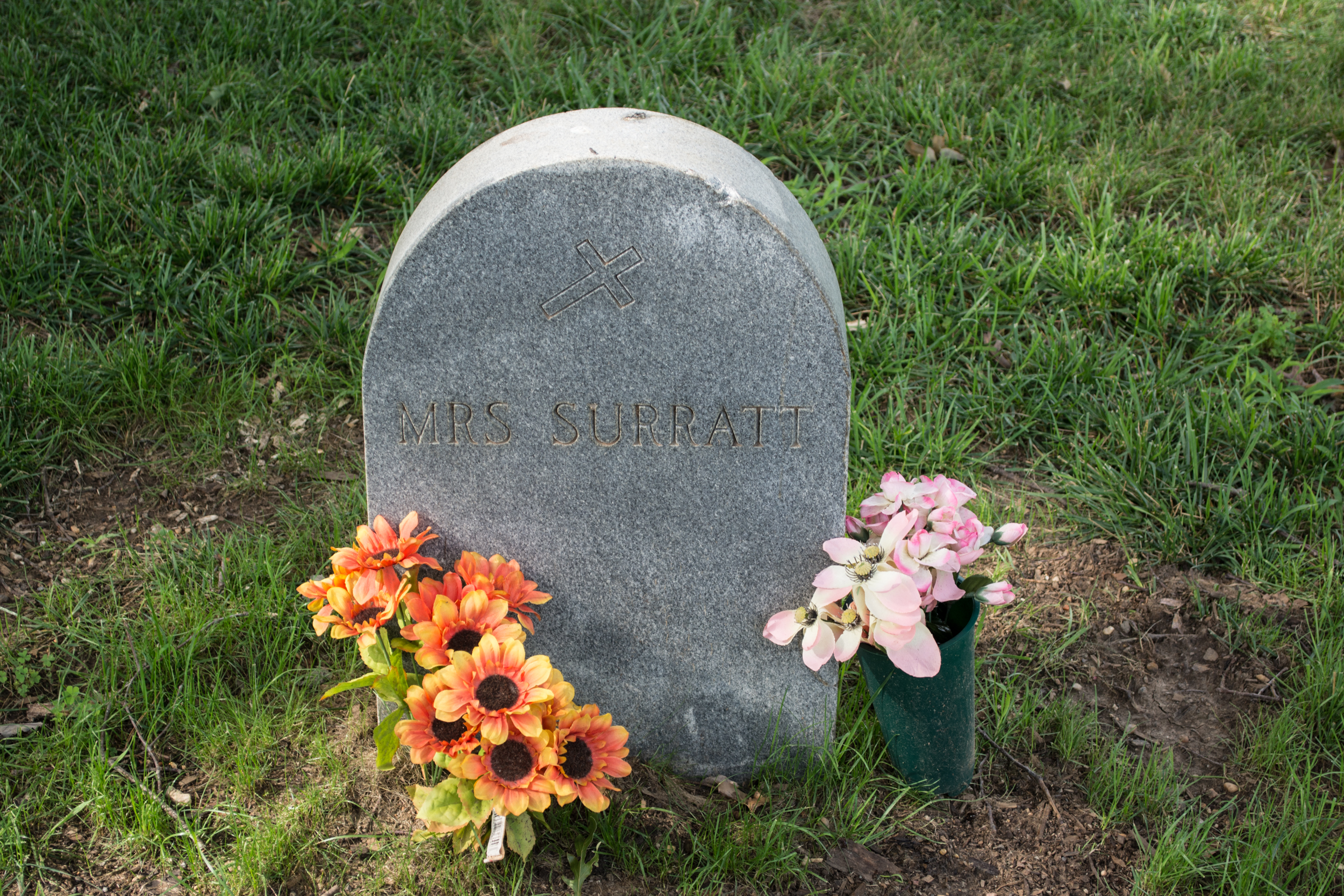
Могила Мері Сурратт (з сучасним надгробком) на кладовищі Маунт-Олівет.

Кожне тіло було оглянуто лікарем, щоб переконатися, що смерть настала. Тілам страчених дозволили висіти близько 30 хвилин, а о 1:53 вечора солдати почали їх рубати.  Капрал кинувся на вершину шибениці й розрубав тіло Атцеродта, яке з глухим стуком впало на землю. Йому зробили догану, а інші тіла зрубали м'якше. Далі було тіло Герольда, а за ним Пауелл. Тіло Сурратта було зрізано о 1:58 вечора Коли тіло Сурратт розрізали, її голова впала вперед. Солдат пожартував: «Вона робить гарний вигляд», і офіцер дорікнув йому за погане використання гумору.
Під час огляду військові хірурги встановили, що при падінні ніхто не зламав шию. Зняли кайдани й тканинні путі, але не білі маски страти, а тіла поклали в соснові труни. Ім'я кожної особи було написано на аркуші паперу виконуючим обов'язки помічника ад'ютанта Р. А. Уоттсом і вставлено в скляний флакон, який поміщено в труну. Труни були поховані біля стіни в'язниці в неглибоких могилах, лише за кілька футів від шибениці. Біла огорожа позначала місце поховання. Тієї ночі, коли вона померла, натовп напав на пансіон Сурратт і почав збирати сувеніри, поки їх не зупинила поліція.
Енн Суррат чотири роки безуспішно просила тіло матері. У 1867 році військове відомство вирішило знести частину Вашингтонського арсеналу, де лежали тіла Сурратта та інших страчених змовників. 1 жовтня 1867 р. труни були викопані та перепоховані на складі № 1 Арсеналу з дерев'яним маркером, поставленим у голові кожної усипальні. Поруч з ними лежало тіло Бута. У лютому 1869 року Едвін Бут попросив у Джонсона тіло свого брата. Джонсон погодився передати тіло родині Бут, і 8 лютого тіло Сурратта було передано родині Сурратта. Її поховали на кладовищі Маунт-Олівет у Вашингтоні, округ Колумбія, 9 лютого 1869 року

## Зображення
Сурратт зіграла актриса Вірджинія Грегг в епізоді 1956 року «Справа Мері Сурратт», який транслювався як частина антологічної серії NBC «Шоу Джозефа Коттена» . Її зіграла Робін Райт у фільмі 2011 року "Змовник ", який зняв Роберт Редфорд .